# Niederviehbach
Niederviehbach – miejscowość i gmina w Niemczech, w kraju związkowym Bawaria, w rejencji Dolna Bawaria, w regionie Landshut, w powiecie Dingolfing-Landau. Leży około 8 km na zachód od Dingolfing, nad Izarą, przy autostradzie A92.

## Dzielnice
W skład gminy wchodzą dwie dzielnice: Niederviehbach, Oberviehbach.

## Demografia
| Rok  | Liczba mieszk. |
| ---- | -------------- |
| 1970 | 1 940          |
| 1987 | 1 901          |
| 2000 | 2 375          |
| 2005 | 2 455          |
| 2008 | 2 498          |

### Struktura wiekowa
Dane o ludności z 31 grudnia 2008:
| Opis                                | Ogółem | Ogółem | Kobiety | Kobiety | Mężczyźni | Mężczyźni |
| ----------------------------------- | ------ | ------ | ------- | ------- | --------- | --------- |
| Jednostka                           | osób   | %      | osób    | %       | osób      | %         |
| Populacja                           | 2498   | 100    | 1227    | 49,12   | 1271      | 50,88     |
| Wiek przedprodukcyjny (0–17 lat)    | 482    | 19,3   | 234     | 9,37    | 248       | 9,93      |
| Wiek produkcyjny (18–65 lat)        | 1567   | 62,73  | 742     | 29,7    | 825       | 33,03     |
| Wiek poprodukcyjny (powyżej 65 lat) | 449    | 17,97  | 251     | 10,05   | 198       | 7,93      |

## Polityka
Wójtem jest Josef Daffner z CSU, rada gminy składa się z 14 osób.
|      | CSU/IF | SPD/PB | PWGO | Razem |
| 2008 | 8      | 4      | 2    | 14    |
| 2002 | 8      | 4      | 2    | 14    |

## Oświata
W gminie znajduje się 50 miejsc przedszkolnych, Hauptschule (12 nauczycieli, 171 uczniów) i Realschule (31 nauczycieli, 639 uczniów).